# Jan Janssen

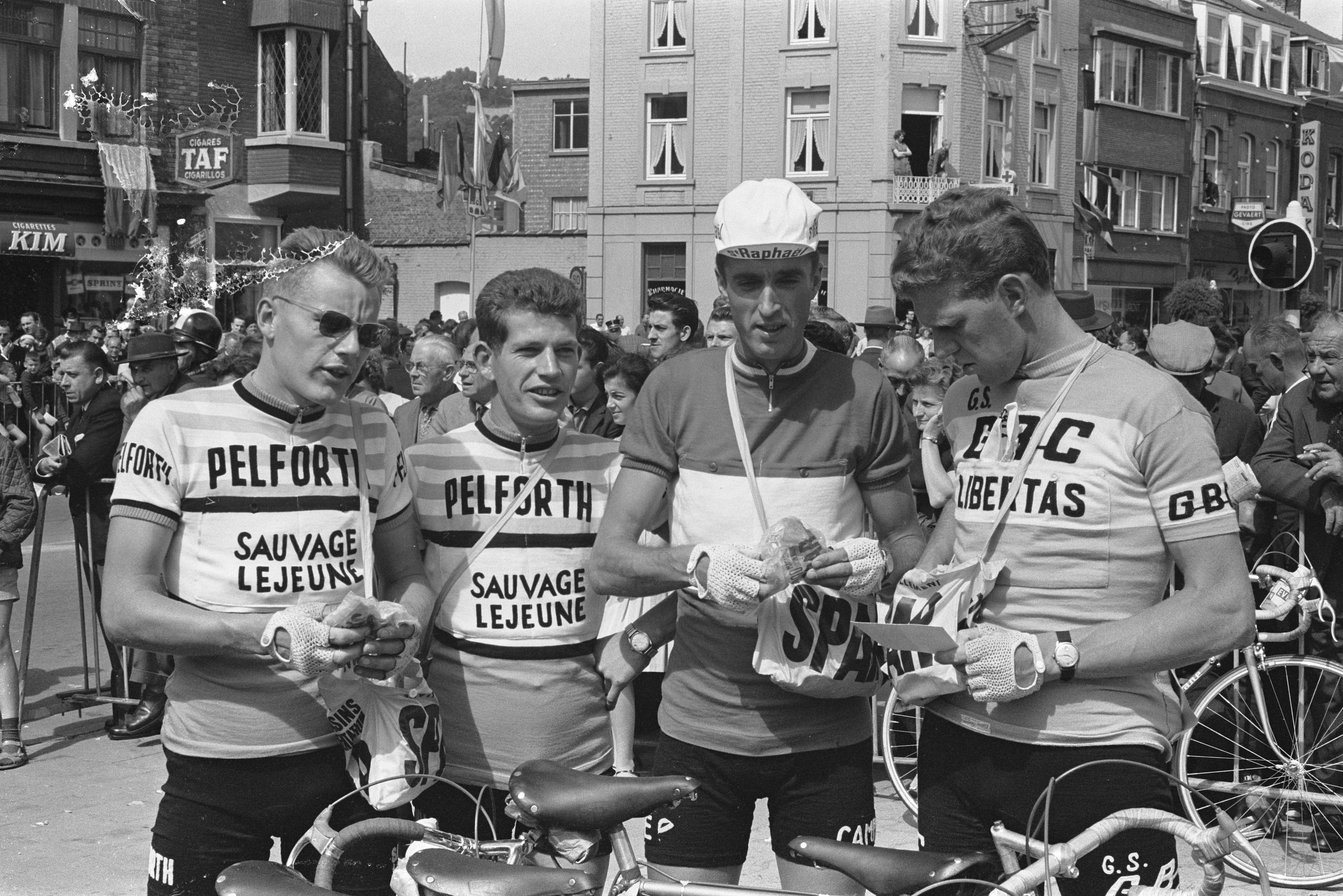
Jan Janssen, längst till vänster, under 1963 års Tour de France.

Johannes Adrianus "Jan" Janssen, född 19 maj 1940 i Nootdorp, Zuid-Holland, är en nederländsk tidigare tävlingscyklist. Han vann världsmästerskapens linjelopp, Tour de France och Vuelta a España. Janssen var den förste nederländaren att vinna Tour de France och Vuelta a España.
Janssen föddes i Nootdorp, en liten stad i närheten av Haag och Delft. Han flyttade sedan till Putte, en ord vid den belgiska gränsen mellan Roosendaal och Antwerpen. Han cyklade Tour de France åtta gånger och slutförde sju av tävlingarna. Han vann sju etapper i den franska tävlingen under sin karriär.

## Karriär
Jan Janssen gick med i en cykelklubb i Delft när han var 16 år och som novis vann han 25 tävlingar på två år. Han blev professionell efter en amatörkarriär under vilken han vann flera nederländska klassiker och tävlade i Tour de l'Avenir, en tävling för amatörcyklister och semiprofessionella, för det nederländska laget.
Janssen cyklade för franska lag, bland annat för Pelforth-BP, som var sponsrat av ett bryggeri och ett oljebolag. Det dröjde inte länge innan han fick rollen som kapten i laget. Han deltog i Tour de France första gången 1963 där han också vann en etapp, men en krasch senare under loppet gjorde att han var tvungen att avbryta tävlingen. År 1964 vann han Paris–Nice och senare under året vann han två etapper och den gröna poängtröjan på Tour de France. Senare under året blev han även världsmästare i Sallanches i Frankrike. Han bar den gröna poängtröjan igen under Tour de France 1965 och ett år senare var han nära att ta totalsegern i det franska etapploppet.
År 1968 blev Janssen den första nederländaren att vinna Tour de France, när han vann loppet med 38 sekunder framför belgaren Herman Van Springel. Janssen hade inte burit den gula ledartröjan innan han klev upp på prispallen i Paris, efter den sista etappen, ett tempolopp. Under Tour de France 1968 var det de olika landslagen som cyklade loppet och inte sponsrade stall. Janssen vann därmed Tour de France i den orangefärgade nederländska tröjan i stället för den blå-gul-vita tröjan för Pelforth-stallet.
Jan Janssen slutade tävla professionellt efter Luxemburg runt året 1973. Anledningen var att han skämdes över att höra sitt namn listas upp på tävlingsradion över de som låg efter.

"Jag visste då att jag var Jan Janssen, segrare av Tour de France och världsmästerskapen och att det var dags för mig att sluta."
Han började i stället att bygga cykelramar. Janssen fortsatte att cykla efter sin pension från cykelsporten som medlem i Zuid-West Hoek.

## Meriter

### Landsväg
1961
1:a, etapp 13 Tour de l'Avenir
1962
1:a, Züri Metzgete
3:a, Tour de l'Avenir
1:a, etapp 1
1:a, etapp 4
1:a, etapp 7
3:a, Olympia's Tour
1:a, etapp 4
1963
1:a, etapp 2b (TTT) Tour de France
1:a, etapp 7 Tour de France
2:a Grand Prix du Midi Libre
1:a, etapp 3
1:a, etapp 5
1964
1:a  Världsmästerskapens linjelopp
1:a  Poängtävlingen - Tour de France
1:a, etapp 7
1:a, etapp 10a
1:a, Paris–Nice
1965
1:a  Poängtävlingen - Tour de France
1:a, etapp 12
1:a Ronde van Nederland
1:a, etapp 3
1:a, etapp 7a Critérium du Dauphiné
1:a, etapp 1 Grand Prix du Midi Libre
1:a, etapp 4a Tour du Sud-Est
1966
1:a Bordeaux–Paris
1:a Brabantse Pijl
1967
1:a Super Prestige Pernod
1:a  Vuelta a España
1:a  Poängtävlingen
1:a, etapp 1b
5:a, Tour de France
1:a  Poängtävlingen
1:a, etapp 13
1:a Paris–Roubaix
1968
1:a,  Tour de France
1:a, etapp 14
1:a, etapp 22b
6:a Vuelta a España
1:a  Poängtävlingen
1:a, etapp 1a
1:a, etapp 1b
1:a, etapp 5 Paris–Nice
1:a, etapp 5 Vuelta a Mallorca
1969
1:a Vuelta a Mallorca
1:a, etapp 2
1:a, etapp 2 Critérium du Dauphiné
1:a, etapp 5 Paris–Nice
1:a, GP d'Isbergues
1970
1:a, etapp 6 Paris–Nice
1:a, etapp 3a Baskien runt
1:a, etapp 2 Grand Prix du Midi Libre
1972
1:a, etapp 2 Tour de Luxembourg

### Bana

#### Segrar i sexdagarslopp
Antwerpen
1965 med Peter Post och Klaus Bugdahl
1966 med Peter Post och Fritz Pfenninger
1967 med Peter Post och Fritz Pfenninger
Madrid
1967 med Gérard Koel
Amsterdam
1968 med Klaus Bugdahl

## Stall
- Locomotief-Vredestein 1962
- Pelforth-Sauvage-Lejeune 1962–1968
- Bic 1969–1971
- Flandria-Beaulieu 1972
- Floid Cosmetic 1973